# Épistaxis
Cet article possède un quasi homophone, voir Épitaxie.
 Mise en garde médicale
Une épistaxis (étymologie : du grec épi- « sur » et stázô « couler goutte à goutte ») est une hémorragie extériorisée par les fosses nasales. On l'appelle communément un saignement de nez. Bien que très fréquente et sans gravité dans la grande majorité des cas, certaines épistaxis peuvent comporter un risque vital par leur importance ou la fragilité du terrain sur lequel elles surviennent.

## Mécanisme
L'épistaxis est due à une lésion du riche réseau vasculaire qui irrigue la muqueuse nasale. Cette muqueuse se caractérise par l'existence d'une zone particulièrement richement vascularisée appelée tache vasculaire de Kiesselbach Escat (ou plexus de Kiesselbach), principale zone pourvoyeuse d'épistaxis et situé dans la partie antéro-inférieure de la cloison nasale, où se rejoignent les deux réseaux artériels principaux vascularisant la muqueuse nasale :
- l'artère sphénopalatine, issue de l'artère maxillaire, vascularise la moitié inférieure du cornet supérieur, le cornet moyen, le cornet inférieur, les choanes, et une partie du rhinopharynx ;
- les artères ethmoïdales antérieures et postérieures, issues de l'artère ophtalmique (elle-même première collatérale de la carotide interne), vascularisent la portion supérieure du cornet supérieur et la partie la plus supérieure des fosses nasales.

La tache vasculaire de Kiesselbach Escat constitue la localisation de plus de 90 % des épistaxis. Les autres, dites postérieures, peuvent concerner la partie postérieure du septum, le plancher ou l'une des parois latérales. Elles sont souvent plus difficiles à contrôler.

## Épidémiologie
C'est un symptôme très fréquent, touchant, tôt ou tard, près de 60 % de la population mondiale. Elle est plus fréquente avant l'âge de 10 ans et sa fréquence croît après l'âge de 50 ans.

## Causes

### Épistaxis bénigne essentielle

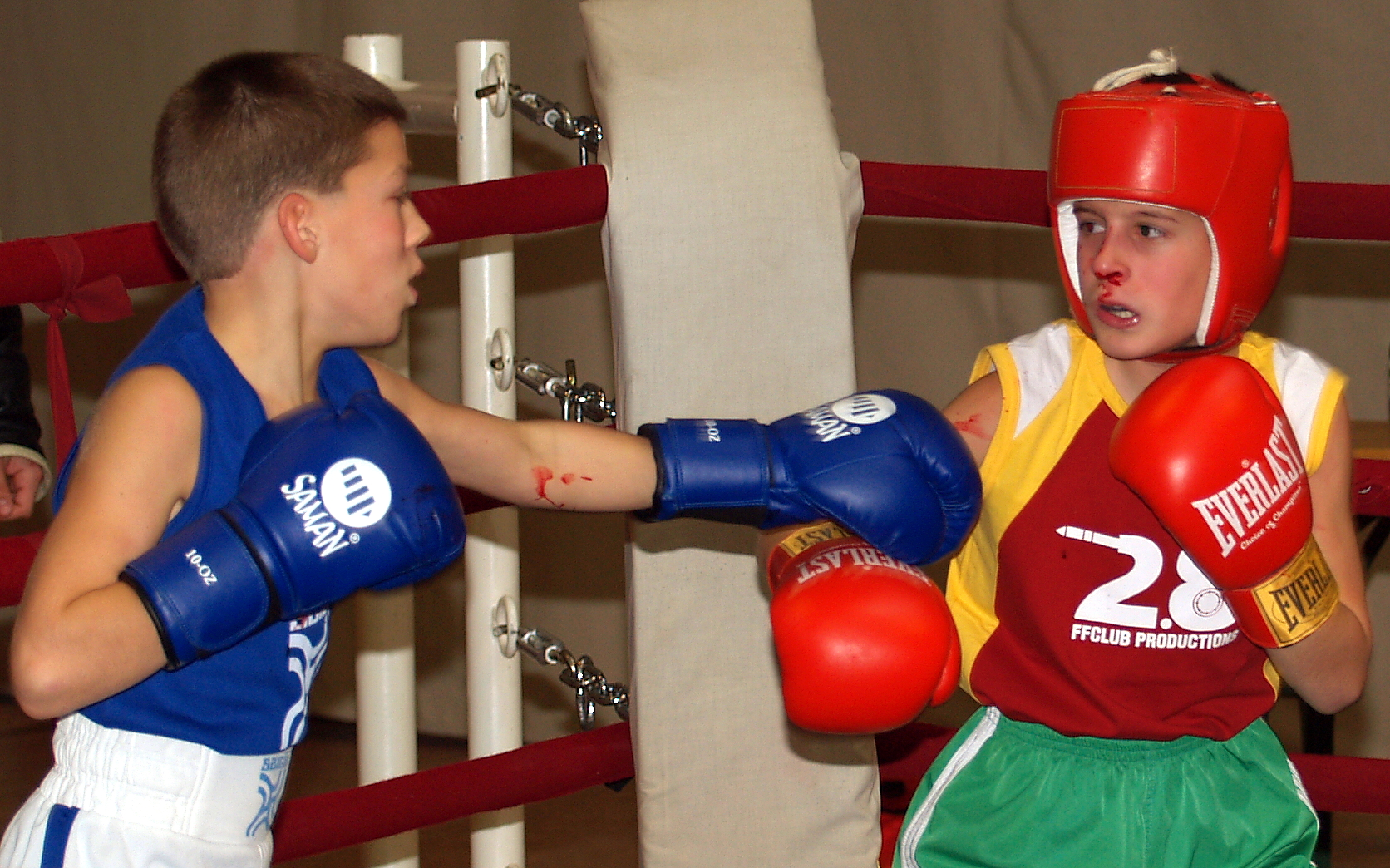
Épistaxis chez un enfant pratiquant la boxe.

C'est le cas de loin le plus fréquent, volontiers rencontré chez les enfants et les adultes. L'épistaxis essentielle demeure cependant un diagnostic d'élimination, qui ne doit être évoqué que lorsque les autres causes ont été écartées (on peut être amené à réaliser une fibroscopie nasale dans cette optique). Les épistaxis cessent en général spontanément après la puberté, mais des saignements à répétition peuvent amener à faire effectuer une cautérisation de la tache vasculaire dont la fragilité est responsable des symptômes.

### Causes locales

#### Causes traumatiques
- Fracture du complexe naso-éthmoïdo-maxillo-fronto-orbitaire (CNEMFO)
- Fracture des os propres du nez
- Prise de drogues par voie nasale
- Chirurgie nasale récente
- Intubation nasale agressive, fibroscopie nasale

L'épistaxis est une complication fréquente de l'administration de médicaments par voie nasale, du fait de l'irritation provoquée (même dans le cadre d'un placebo, elle survient dans près de 10 % des cas).

#### Causes tumorales
Les tumeurs responsables peuvent être malignes comme un cancer du cavum, un cancer du sinus, etc ou bénignes comme un fibrome nasopharyngien. Ce dernier est fréquent chez le jeune garçon : il s'agit d'une tumeur développée au niveau du foramen sphéno-palatin, très richement vascularisée, responsable d'épistaxis à répétition. Son traitement repose sur l'embolisation suivie d'une exérèse chirurgicale.

#### Causes inflammatoires
- Rhinite infectieuse.

### Causes générales
- perturbations de la coagulation, qu'elles soient naturelles ou provoquée par la prise de certains médicaments (aspirine, anticoagulant dont il peut indiquer un surdosage...) ;
- Maladie de Rendu-Osler ;

L'association avec une hypertension artérielle est classique mais non démontrée. En particulier, la survenue du saignement n'est pas corrélée avec le niveau moyen de la pression artérielle. La présence de chiffres tensionnels élevés au décours immédiat de l'épistaxis peut être la conséquence de cette dernière et non sa cause.
La sécheresse (due, par exemple, à la chaleur des maisons pendant les mois d'hiver, les changements de température) est une circonstance favorisante classique.

## Diagnostic

### Distinguer l'épistaxis bénigne de l'épistaxis grave
- L'épistaxis bénigne est unilatérale, avec une extériorisation antérieure (par la narine uniquement), l'état général du patient est conservé (absence de signes de mauvaise tolérance), elle cède facilement après une compression digitale appropriée.
- L'épistaxis grave est volontiers bilatérale, avec extériorisation antérieure et postérieure (dans la gorge, avec déglutition de caillots sanglants), altération de l'état général (pâleur, tachycardie, sueurs, asthénie, hypotension), ne cédant pas avec les mesures de compression. Elle nécessite l'hospitalisation pour prise en charge et bilan.

### Faire un premier bilan par l'interrogatoire
Il convient de se renseigner sur l'âge du patient, le volume de sang perdu (en général surestimé), la durée de l'épisode, la présence d'antécédents d'épisodes similaires, leur traitement et l'efficacité de celui-ci.
Certains antécédents doivent être systématiquement recherchés comme une hypertension artérielle, une rhinite chronique ou allergique, une notion familiale d'épistaxis, un troubles de la coagulation, la prise d'un traitement affectant l'hémostase (c’est-à-dire altérant la coagulation sanguine), un traumatisme crânien, une chirurgie nasale récente, la présence d'un facteur de risque de cancer du cavum/hypopharynx : travailleurs du bois, du nickel, du chrome, du cuir.

### Rechercher des signes de gravité
Certains signes, pouvant témoigner d'une mauvaise tolérance, doivent être systématiquement recherchés : pâleur, sueurs, pouls rapide (tachycardie), tension artérielle diminuée voire signes de choc, troubles de la conscience, terrain fragilisé (patient âgé, polypathologique), présence de troubles de la coagulation ou d'un traitement anticoagulant, échec des méthodes simples de traitement, pertes sanguines majeures, hypertension artérielle.
Le bilan para-clinique de première intention, réalisé face à une épistaxis grave, consiste en un hémogramme. Il peut montrer un taux d'hémoglobine diminué, signant une anémie (inférieure à 10 g/dL) avec une hématocrite inférieure à 35 %, un taux de plaquettes bas (inférieures à 80 000/mm³).
Les critères de gravité majeure de l'épistaxis sont une perte sanguine plus de 1 à 1,5 L, un taux d'hémoglobine inférieur à 7 g/dL, une hématocrite inférieure à 35 %, l'échec de l'hémostase par tamponnement.

## Traitement

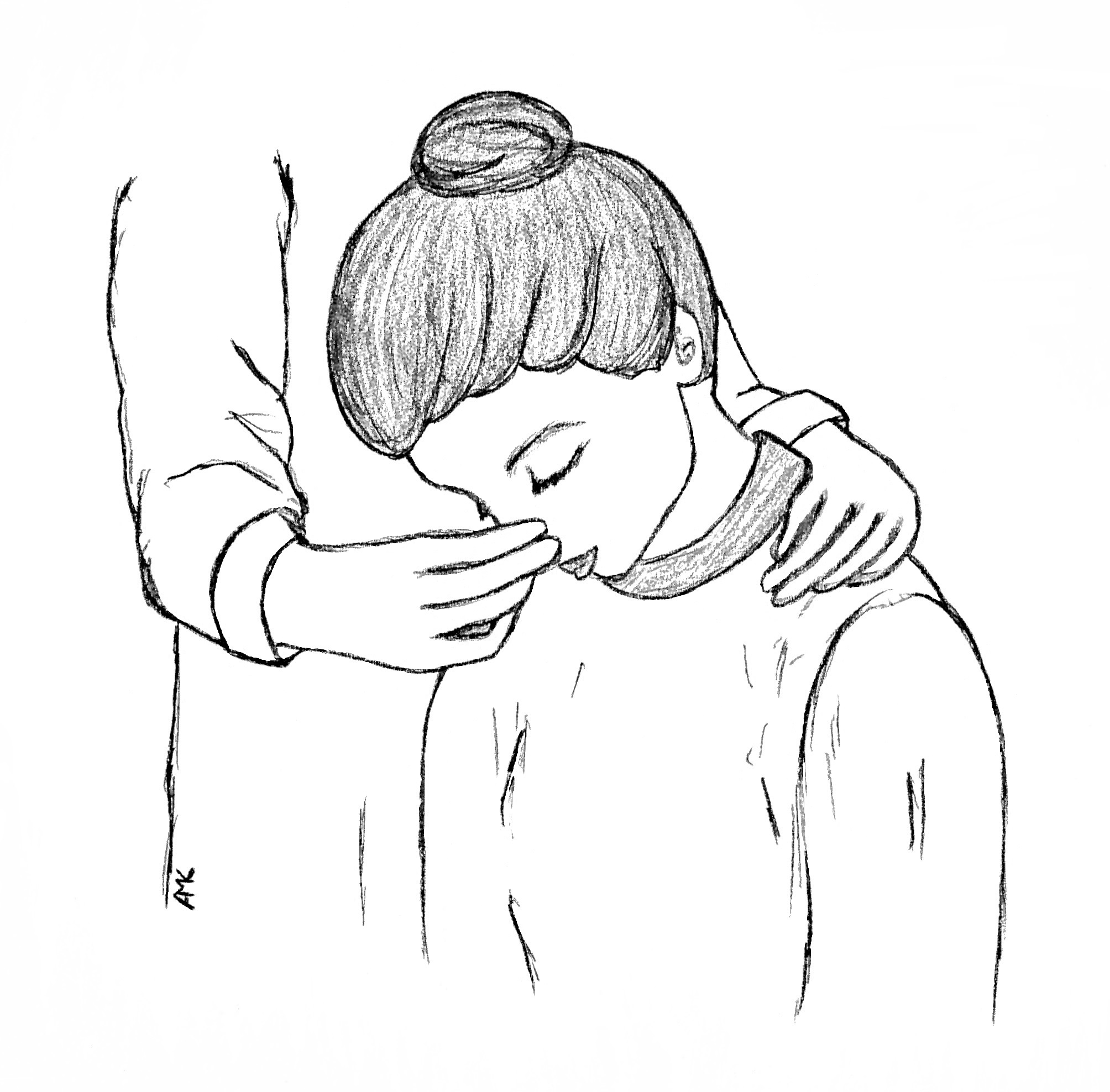
Compression manuelle d'une épistaxix

La prise en charge des épistaxis a fait l'objet de la publication de recommandations. Celles, américaines, datent de 2020.
Dans tous les cas, il faut prendre en charge les facteurs favorisants : contrôler la tension artérielle, discuter, quand c'est possible, la diminution ou l'arrêt transitoire d'un traitement anticoagulant ou antiagrégant plaquettaire.

### Épistaxis bénigne
Il faut commencer par rassurer le patient et son entourage, ne pas s'affoler devant la quantité apparente de sang perdu, qui peut parfois être impressionnante (jusqu'à un volume équivalent à un verre, sans que cela soit grave).
Il faut faire asseoir la victime, éventuellement par terre s'il n'y a pas de chaise à proximité (la victime peut ressentir une sensation de faiblesse, notamment en raison de l'anxiété, courante dans ce contexte) et tenter de moucher le nez, des deux côtés, jusqu'à évacuation des caillots.
La compression des ailes du nez, fermement à l'aide du pouce et de l'index, et d'un mouchoir si possible, pendant 15 à 20 minutes, en penchant la tête en avant (et non en arrière selon l'idée la plus répandue, afin d'éviter que le sang ne coule dans la gorge pour éviter un début de nausée), est, le plus souvent, efficace. Il convient de bien attendre dix minutes car c'est le temps que met le sang à coaguler ; si l'on relâche la compression avant, le saignement risque de reprendre, il faudra alors tout recommencer (mouchage et compression).
Dans les rares cas où le saignement n'a pas cessé après 10 minutes, une consultation médicale urgente est requise. On pourra utilement contacter la régulation médicale pour savoir où se rendre (consultation à domicile, cabinet médical, maison de la médecine, urgences de l'hôpital) en fonction de la gravité et de l'affluence dans les établissements.

### Traitement hospitalier
Il n'est nécessaire qu'en cas d'échec d'une compression digitale bien conduite.

#### Traitement local
Dans certains cas, l'administration d'un spray nasal vasoconstricteur (oxymetazoline par exemple) peut faire arrêter le saignement. Ces traitements n'ont pas d'effet systémique et n'augmentent pas, en particulier, la pression artérielle mais de rares accidents cardiaques ont été décrits. L'intérêt de l'acide tranexamique est discuté, avec un niveau de preuve jugé comme faible.
En cas d'échec le traitement repose sur le  « tamponnement ». Ce dernier est contre-indiqué si l'épistaxis est causée par une fracture. Il est tenté dans des conditions strictes de réalisation :
1. mouchage soigneux des fosses nasales afin d'en évacuer les caillots ;
2. mise en place pour 10 minutes d'une compresse (« mèche ») vendue en pharmacie.
3. le tamponnement est laissé en place 48 heures en vérifiant régulièrement leur efficacité. La prescription d'antibiotiques est habituelle mais sa nécessité n'est pas démontrée[1].

Il existe deux méthodes principales : le tamponnement antérieur (la mèche est introduite par la narine) et le tamponnement postérieur, de réalisation un peu plus délicate, plus inconfortables, avec plus de complications, et réservé à certaines situations (la mèche est introduite par l'arrière-gorge). L'ablation du tampon peut être une cause d'irritation, pouvant provoquer une récidive d'épistaxis, en règle générale peu importante. Il existe également des mèches, dites résorbables, se délitant spontanément au bout de quelques jours et ne nécessitant donc pas d'ablation. Elles sont plus confortables que les mèches traditionnelles. Ces mèches peuvent être imprégnées d'un produit hémostatique.
Enfin, la cautérisation peut être proposée aux patients souffrant d'épistaxis bénigne à répétition, après avoir éliminé une cause  grave. Elle consiste à provoquer la coagulation des vaisseaux de la tache vasculaire par électrocoagulation ou photocoagulation laser, éventuellement par application d'un cautérisant (nitrate d'argent). Elle est toujours faite que d'un seul côté au cours d'une séance (risque hypothétique de perforation de la cloison), et, idéalement, sous anesthésie locale. La cautérisation chimique est moins efficace que l'électrique.

#### Traitements régionaux
Ils sont discutés en cas d'échec des traitements locaux et consiste à obturer (emboliser) par différentes méthodes, la ou les artères responsables de l'épistaxis. On peut avoir recours à la radiologie interventionnelle avec embolisation par particules résorbables ou non d'une ou plusieurs artères au cours d'une artériographie. Cette méthode n'est pas disponible dans tous les hôpitaux et requiert des médecins très entraînés.
La chirurgie artérielle permet elle aussi de tarir le saignement en ligaturant l'artère incriminée. Elle est proposée lorsque la radiologie interventionnelle est impossible ou indisponible. La ligature de l'artère sphénopalatine est très efficace. La cautérisation de cette artère semble mieux marcher, avec un taux de complications comparable.
La comparaison entre embolisation et ligature artérielle montre que les résultats sont équivalents, avec cependant une tendance à plus de complications avec l'embolisation.

#### Traitements généraux
Ils reposent sur les activateurs de la coagulation. Leur efficacité et leur utilité sont contestées, leur prescription demeure exceptionnelle.
Il n'existe pas de traitement médicamenteux pour prévenir efficacement les épistaxis récidivantes bénignes de l'enfant.

## Croyances et superstitions
En Asie et plus particulièrement au Japon, un saignement de nez qui survient sans raison chez un homme est associé souvent à une excitation sexuelle. Ainsi, dans de nombreux mangas par exemple, on peut trouver des scènes, souvent à but humoristique, où un personnage masculin se met subitement à saigner du nez après avoir vu un personnage féminin attirant, voire nu, dans une situation inattendue. Ces saignements de nez surviennent parfois aussi chez les personnages qui sont des filles ou des femmes, mais ces scènes ne sont pas forcément comprises par les lecteurs occidentaux, faute de savoir ce fait.
D'après Jordanès, le grand Attila serait mort ivre durant sa nuit de noces avec Ildico (Gudrun), à la suite d'une épistaxis.